# 马来西亚体育
马来西亚体育是马来西亚文化的重要组成部分，无论是参与或观看体育运动，都非常受到民众欢迎。马来西亚人参加各种各样的体育运动，既有健康娱乐的休闲活动，也有争夺胜负的竞技比赛。从最广泛的运动定义而言，即是包含各种类型的体能锻炼，马来西亚普通民众中最受欢迎的四种休闲运动是：步行、有氧运动、力量训练和跑步；其他受欢迎的运动包括自行车运动、游泳、攀登、露营、保龄球、徒步旅行、钓鱼、水肺潜水和滑翔伞。
观赏体育方面，观众人数最多的观赏性体育运动项目是足球、藤球、草地曲棍球、橄榄球、羽毛球、排球、手球、篮球和综合格斗。 马来西亚主办过多项重大体育赛事，包括1998年英联邦运动会、东南亚运动会以及马来西亚运动会。